# Théodoric Ier
Pour les articles homonymes, voir Théodoric.
Théodoric Ier, né à une date inconnue et mort le 20 juin 451 à la bataille des champs Catalauniques, est roi des Wisigoths de 418 à sa mort. Il appartient à la prestigieuse famille des Balthes, et est le successeur de Wallia sur le trône du royaume des Wisigoths.

## Biographie
Théodoric Ier est marié plusieurs fois avec des femmes de familles royales barbares, dont Amalaberge (née vers 400), la reine Pédauque, petite fille d'Alaric Ier dont l'union permet à Théodoric Ier de se rattacher au grand roi goth, indépendamment du pouvoir romain, avec laquelle il aura deux fils, Thorismond et Théodoric II, et avec Flavia Valiana, princesse wisigothe fille de Wallia, roi des Wisigoths, mère d'Euric.

### Un roi fondateur
Véritable fondateur de la monarchie wisigothique, il établit sa capitale à Toulouse.
À la mort de son beau-père Wallia, en 418 à Toulouse, il est élu roi des Wisigoths par l'assemblée des Goths. En fait, il semble que plusieurs groupes de Goths se soient réunis autour de lui, des Tervinges mais aussi quelques Greuthunges. Cette identité des Wisigoths se forge dans le royaume wisigoth. Théodoric Ier renforce son indépendance face au pouvoir central romain et les Goths n'obéissent plus seulement au pouvoir romain, mais avant tout au pouvoir goth. Bien qu'installé au pouvoir par l'Empereur, il est chef des armées, de l'administration et juge à la fois.
Théodoric Ier a fait un code royal, par lequel il officialise par écrit les règles de son royaume, reprises par son fils Euric dans son propre code telles que la commendatio'. Il est juge selon les coutumes anciennes et toute terre est remise en échange d'un service rendu et jamais donnée, ni prêtée. Ses règles permettent de simplifier les relations avec les habitants de son royaume qui sont de coutumes diverses (celtiques, romaines, gothes…) dans un climat d'apaisement jusque dans ses relations avec les chrétiens de son royaume. Elles se rapportent aux héritages, aux jugements, aux dons, aux achats d'hommes libres ou d'esclaves.

### Les guerres d'alliances et contre Rome
En 422, il participe avec ses troupes à une guerre romaine dans la péninsule ibérique, en tant que troupes autonomes à égalité avec les troupes romaines. Mais lorsque le général Castinus veut attaquer les Suèves sans demander l'accord des Goths, ceux-ci se retirent et Rome est vaincue.
En 425 puis en 430, Théodoric tente de s'emparer d'Arles. En 436, il fait le siège de Narbonne, l'occupe, la pille et la tient pendant plus d'un an avant de rentrer sur ses terres, poursuivi par les troupes romaines du général romain Aetius qui le bat lors de la bataille du « Mont des Couleuvres » en 438.

### La bataille de Toulouse
À Toulouse, en 439, Litorius est appuyé par des Huns, ennemis des Goths, pour attaquer la ville. L'évêque d'Auch Orens est envoyé comme ambassadeur par Théodoric. Celui-ci capture Litorius blessé, le fait exécuter (ou peut-être Litorius meurt-il de blessures reçues au combat) et sauve ainsi son trône en concluant une paix avec Rome. Avitus, préfet du prétoire des Gaules, négocie la paix avec Théodoric auquel il donne la province de Novempopulanie. Aetius épouse en troisièmes noces une fille de Théodoric II pour sceller ce traité.

### Des alliances matrimoniales
De même que ses mariages, ceux de ses enfants sont des occasions de nouer des alliances stratégiques. Par exemple, une fille de Théodoric est mariée à Hunéric, un des fils du dirigeant vandale Genséric (en 429 ?). Mais Hunéric, plus tard, ambitionne d'épouser Eudocie, fille de l'empereur Valentinien III à laquelle il a été fiancé enfant pour sceller un traité entre son père et l'empereur. Il accuse donc la fille de Théodoric de planifier son assassinat, et en 443, la mutile — ses oreilles et le nez sont coupés — et la renvoie chez son père. Cette action provoque une inimitié entre les Wisigoths et les Vandales.
En 444, Théodoric accueille à sa cour le comte Sébastien, gendre du comte Boniface et ennemi déclaré d'Aetius qui, exilé et piratant sur le Bosphore, doit quitter Constantinople. Le roi Genséric arme une flotte à l'automne 445 et remonte l'Adour en prenant en otage les familles des puissants. Le château du Palestrion est attaqué et subit de nombreuses pertes dont son capitaine, Sever. Sébastien reçoit alors le commandement de la place en 450, où il fait construire une chapelle sur la tombe de Sever avant de quitter la Gaule.
Une autre de ses filles, promise au roi des Suèves Rechiaire, l'épouse en 449. Son mari, pourtant chrétien, ravage les territoires qu'il traverse en 448 pour venir chercher son épouse à Toulouse, et sur le chemin du retour, il continue ses pillages jusqu'à Lérida. Ce mariage arrangé avec un chrétien montre une évolution de Théodoric vis-à-vis de la religion chrétienne, dans une position plutôt conciliante face à celle-ci.

### Les Champs Catalauniques
Le danger que représente pour tous l'arrivée des Huns (et possiblement le soutien de Genséric, qui sert aussi d'agent de renseignement et de diplomate à Attila roi des Huns), conduit Théodoric aux côtés d'autres chefs barbares, Mérovée grand-père de Clovis, roi des Francs saliens entre autres, à s'allier aux troupes d'Aetius, dernier grand chef de guerre romain. Ensemble ils défont Attila à Orléans en 451. L'armée des Goths est organisée autour de trois chefs, le roi Théodoric Ier et ses deux fils aînés Thorismond et Théodoric.
Théodoric meurt à la bataille des Champs Catalauniques, en 451 en combattant Attila aux côtés d'Aetius. Selon Hydace, il est jeté à terre et tué. Selon Jordanès, chevauchant sur le front de ses troupes, il chute de cheval et est piétiné par les siens. Selon Grégoire de Tours, il succombe dans la mêlée. Selon d'autres sources, il est abattu par un javelot lancé par Andage, Ostrogoth allié aux Huns. Selon la tradition royale wisigothique, il est enterré sur le site même du champ de bataille. À Poix, dans la Marne, il existe un tumulus dit « Tombe de Théodoric » que la légende désigne comme le tombeau de Théodoric.
Une autre hypothèse, liée à la découverte en 1842 du trésor de Pouan, a été avancée en 1860 par Achille Peigné-Delacourt,. Le squelette, dont les riches ornements datés du Ve siècle attestent d'un rang royal, serait celui de Théodoric dont la dépouille aurait été rapidement enterrée au cours des combats par des serviteurs dans une fosse à faible profondeur (le trésor fut découvert sous 60 cm de gravier) afin de la protéger de la profanation, lesquels serviteurs furent eux aussi tués dans cette bataille. La dépouille de Théodoric ne pouvant être retrouvée, un cadavre suffisamment mutilé et recouvert d'habits royaux lui fut substitué afin que Thorismond soit immédiatement proclamé roi, évitant ainsi la concurrence de ses frères dans la succession.
Dans cette hypothèse, le lieu de la bataille, au Campus mauriacensis selon Grégoire de Tours, se situerait entre Méry-sur-Seine et Arcis-sur-Aube, 25 km au nord de Troyes.
Son fils Thorismond est élu roi des Wisigoths à sa place.

## Descendance
Il a au moins neuf enfants :
- Thorismond, roi des Wisigoths (451–453), mort assassiné par son frère Théodoric II ;
- Théodoric II, roi des Wisigoths (453–466), mort assassiné par son frère Euric ;
- Euric, roi des Wisigoths (466–484) ;
- Frédéric, mort en 463 ;
- X reine des Vandales, épouse Hunéric, roi des Vandales ;
- X reine des Suèves, épouse Rechiaire, roi des Suèves ;
- Rethemeris ou Ricimer ;
- Himmérit[12],[13].

## Postérité en littérature
- Michael Curtis Ford, L'épée d'Attila, Thomas Dunne Books, 2005 où apparaissent Aetius, Attila et Théodoric.

#### Sources anciennes
- Hidace, Chronica Minora, M.G.H.AA.XI, éd. TH. Mommsen, 1894, p. 3 et sq.
- Grégoire de Tours, Dix Livres d'Histoire des Francs, éd. R. Latouche, p. 87 et sq.

#### Sources modernes
- Renée Mussot-Goulard, Les Goths, Biarritz, Éditions Atlantica, mai 1999, 323 p. (ISBN 978-2-84394-140-5).
- A. Tranoy, Chronique, éd. Hydace, Paris, 1974, pp. 122–146.
- Fragmenta Gaudenziana, éd. P. Zeumer, M. G. H. Leges, t.1, Leges Visigothorum, pp. 469–472.
- Jordanès, Getica, éd. O. Devillers.